# ياسر طلال الزهراني
ياسر طلال الزهراني (22 سبتمبر 1984 – 10 يونيو 2006) هو مواطن سعودي اُعتقل إداريًا خارج نطاق القانون في معتقل غوانتانامو الأمريكي في كوبا، وظل به حتى وفاته.
الرقم المسلسل الخاص به كان 93، ولد في 22 سبتمبر عام 1984 في ينبع، بالمملكة العربية السعودية، اعتقل للاشتباه في أنه من عناصر الصف الأول في طالبان، كما اتهم بشراء السلاح لصالح حركة طالبان.
في عام 2006 أثناء احتجازه قيل أنه كتب رسالة إلى والده طلال الزهراني العميد السابق في الشرطة السعودية، كانت رسالته تتوقع أن اثنين من السجناء على وشك الموت، وأنه يظن أن يكون الحادث مدبرًا، وبعد عشرة أيام أعلنت وزارة الدفاع الأمريكية أن ياسر واثنين من السجناء (هما مانع العتيبي وعلي عبد الله أحمد) قد انتحروا. مما أثار الكثير من ردود الأفعال في الصحف، ومن قبل الحكومة السعودية وعائلات المعتقلين وجماعات حقوق الإنسان، وأثيرت تساؤلات حول ما إذا كانت هذه الوفيات بسبب الانتحار أم بسبب التعذيب.

## وصلات خارجية
- ياسر طلال الزهراني معتقل غوانتانامو، تسريبات ويكيليكس
- الزهراني ضد رامسفيلد
- جرائم القتل في غوانتانامو: تغطية مستمرة، أندي ورثينجتون، 9 يونيو 2010
- وفاة معتقل سعودي في غوانتانامو الجريدة السعودية، 28 يوليو 2010
- الانتحار في غوانتانامو: معسكر دلتا، مجلة هاربر 18 يناير 2010
- ثلاث جثث في «غوانتانامو»: الأسوأ يبدو صحيحًا، الأطلسي 18 يناير 2010
- الانتحار في غوانتانامو، موقع صحيفة ديلي تلغراف 18 يناير 2010
- مجلة أمريكية تقول أن سجناء غوانتانامو قتلوا خلال الاستجواب، 18 يناير 2010
- ياسر طلال الزهراني، ذا إيكونيميست، 15 يونيو 2006